# Spring Waltz
Spring Waltz (kor. 봄의 왈츠) ist  eine südkoreanische Fernsehserie aus dem Jahr 2006 von Yoon Seok-ho mit Seo Do-young, Han Hyo-joo, Daniel Henney und Lee So-yeon in den Hauptrollen. Sie wurde von 6. März bis 16. Mai 2006 auf KBS2 in 20 Episoden ausgestrahlt. Die Serie ist der vierte und letzte Teil der Endless Love-Serie von Regisseur Yoon Seok-ho, die auf Autumn in My Heart, Winter Sonata und Summer Scent folgt.

## Inhalt
Lee Soo-ho (Seo Do-young) ist ein wohlhabender junger Mann, der als begnadeter Pianist ein ehrenvolles Leben führt. Dagegen erlebte Jae-ha bei seinem Vater, der ein Trickbetrüger gewesen war, eine elende Kindheit.
Seo Eun-young (Han Hyo-joo) lebte glücklich mit ihrer Mutter auf der Insel Chungsan. Das Unglück nahm seinen Lauf, als Lee Jong-tae (Lee Han-wi) und sein Sohn Soo-ho (Jae-has richtiger Name) auftauchten. Der Mann stahl Geld von Eun-youngs Mutter, das für die Operation von Eun-young vorgesehen war. Als ihre Mutter nach Seoul reiste, um nach Jong-tae zu suchen, starb sie bei einem Unfall.
In dem Krankenhaus, in das sie eingeliefert wurde, war Jae-has Pflegemutter Hyun Ji-sook (Geum Bo-ra) wegen des Todes ihres Sohnes ebenfalls anwesend. Ihr Ehemann Yoon Myung-hoon (Jung Dong-hwan) bat Soo-ho, ihr Sohn zu werden, und sie würden dafür die Operation von Eun-young zurückzahlen. Soo-ho übernahm nun die Identität von Yoon Jae-ha (dem Namen ihres verstorbenen Sohnes) und flog nach Österreich. Mittlerweile erhielt Eun-Young erfolgreich ihre Operation. Sie wuchs bei einer neuen Familie auf, fertigte Accessoires und verkaufte sie.
Eines Tages gewann Eun-young einen Ausstellungswettbewerb und erhielt dafür als Preis eine Reise nach Österreich. Dort lernte sie Jae-ha und seine Freunde Phillip (Daniel Henney) und Lee Yi-na (Lee So-yeon) kennen. Als sich Jae-ha und Eun-young zum ersten Mal trafen, funkte es nicht, aber sie fühlten sich langsam voneinander angezogen. Jae-ha machte schließlich die schockierende Entdeckung, dass Eun-young das Mädchen ist, das er in der Vergangenheit getroffen hatte. Er versuchte, dies vor Eun-Young zu verbergen, aber sie fand es heraus und ging fort.
Als Eun-young versuchte, Jae-ha zu vergessen, kehrte sie nach Korea zurück, und traf ihn dort erneut.

## Besetzung
| Schauspieler   | Figur           |
| Daniel Henney  | Phillip         |
| Han Hyo-joo    | Seo Eun-young   |
| Seo Do-young   | Lee Soo-ho      |
| Lee So-yeon    | Lee Yi-na       |
| Geum Bo-ra     | Hyun Ji-sook    |
| Jung Dong-hwan | Yoon Myung-hoon |
| Lee Han-wi     | Lee Jong-tae    |

## Produktion
Spring Waltz ist das abschließende Feature der Staffel-Dramaserie Endless Love von Yoon Seok-ho. In dieser Miniserie wird die Botschaft des Dramas durch die Jahreszeit Frühling vermittelt. Die Liebe wird mit jener Art und Weise verglichen, wie der Frühling Leben erweckt und Hoffnung schenkt. Die Liebe wird als sanftes Umarmen der einsamen Herzen der Protagonisten dargestellt, die inmitten eines langen und harten Winters kühl und taub geworden sind.
Eine Neuerung ist, dass diese Serie die einzige der vier Staffeln ist, die einen Übersee-Standort enthält, und zwar in Österreich, wo Dreharbeiten an bekannten Touristenorten wie Hallstatt und Salzburg stattfanden. Darüber hinaus stammt der Großteil der Produktionsmittel aus externen Quellen und Investitionen, die von in- und ausländischen Beteiligten getätigt wurden. Mit der Nachricht, dass das Drama in neun Länder verkauft wird (Japan, Taiwan, Thailand, Hongkong, Singapur, Malaysia, Macau, Brunei und die Philippinen), erregte die Serie bereits vor der Ausstrahlung im März große Aufmerksamkeit.
Einer der auffälligsten Unterschiede zu den früheren Miniserien ist das Casting. Alle vier Hauptfiguren waren Newcomer, die zum ersten Mal eine Hauptrolle spielen. Das Casting der beiden Hauptdarsteller – Seo Do-young (ein Schauspieler, der zuvor in einigen TV-Serien in kleinen Nebenrollen auftrat) und Han Hyo-joo (eine Schauspielerin, die vor allem in der Teenager-Sitcom Nonstop 5 aufgetreten ist) – brachte eine kontroverse, aber neue Wendung in die Inszenierung des Dramas. Sung Yu-ri wurde ursprünglich als Eun-young gecastet, aber als sie aus der Serie ausstieg, entschied sich Yoon unerwartet für Han, der für eine kleinere Rolle vorgesprochen hatte. Daniel Henney ist vielleicht der profilierteste Schauspieler der vier, vor allem wegen seiner Rolle im Jahr 2005 in My Lovely Sam Soon.
Anfangs war der Charakter Philip nicht vorgesehen. Doch nachdem Henney vorgesprochen hatte, beschloss der Regisseur, eine neue Rolle nur für ihn zu schaffen. Lee So-yeon hingegen hatte mehr Erfahrung im Fernsehen und im Film, insbesondere im Jahre 2003 mit Untold Scandal. In Interviews erklärte Yoon, er habe sich bewusst für die Zusammenarbeit mit neuen Schauspielern entschieden, anstatt bereits etablierte Schauspieler zu engagieren.
Bekannt für seine Fähigkeit, malerische Landschaften und unvergessliche Musik auf die Leinwand zu bringen, nutzt Yoon den spektakulären Blick auf den Hallstätter See, um Jae-has Kummer und seine Sehnsucht nach seiner verlorenen Identität und verlorenen Liebe zu vermitteln.
Ein Hauptmotiv von Yoon für diese Serie ist die Insel Cheongsando, ein Ort, der scheinbar vom Rest der Welt isoliert ist. Berichten zufolge haben er und seine Produktionsteams monatelang die perfekte Inselsituation gesucht. Sie entschieden sich schließlich für einige Inseln in der Provinz Süd-Jeolla. In Cheongsando treffen sich die jungen Soo-ho und Eun-young als Erwachsene, und am Hanuneom-Strand in Bigeumdo teilen die Kinder ihre unschuldigen Gefühle der Zuneigung und Liebe miteinander. Spring Waltz bietet eine Fantasie der ersten Liebe, die Sehnsucht nach Nostalgie und perfekten Orten, um der Realität des Alltags zu entfliehen.